# Korytné
Korytné – słowacka wieś i gmina (obec) w powiecie Lewocza w kraju preszowskim. W 2011 roku zamieszkiwały ją 102 osoby.
Pierwsze wzmianki o wsi pochodzą z 1297 roku.
Centrum wsi leży na wysokości 509 m n.p.m.